# NGC 7373
NGC 7373 est une galaxie lenticulaire située dans la constellation de Pégase. Cette galaxie a été découverte par l'astronome allemand Albert Marth en 1864. Sa vitesse par rapport au fond diffus cosmologique est de 4 325 ± 35 km/s, ce qui correspond à une distance de Hubble de 63,8 ± 4,5 Mpc (∼208 millions d'al).
Selon la base de données Simbad, NGC 7373 est une candidate au titre de galaxie active.